# David Martínez Sanjuan
David Martínez (Zaragoza, 3 de junio de 2001) es un balonmanista español, formado en la cantera del BM Aragón y del BM Almogávar. Después pasó al segundo equipo de BM Guadalajara, donde estuvo 2 años jugando en Primera Nacional. Actualmente juega en el PROIN Triana.

## Trayectoria
Empezó a jugar balonmano en el año 2006, en el colegio Monsalud, de la cantera del CAI Balonmano Aragón. En categoría infantil pasó a formar parte del mismo BM Aragón. En el año 2016 el BM Aragón desapareció y las categorías inferiores se refundaron en un nuevo club, dirigido Julián Oriol y coordinado deportivamente por Amadeo Sorli. Ese club se denominó BM Almogávar y estuvo en él desde la temporada 2016-17 hasta la 2018/19.
En el segundo año de categoría cadete, logró llegar a la final del Campeonato de Aragón, perdiéndola frente al BM Dominicos 34 a 31. En el segundo año de juvenil consigue ganar el Campeonato de Aragón, tomándose la revancha frente al BM Dominicos por 28 a 27. Ya en la Fase Nacional, jugó en el Sector C, donde quedó 2.º de grupo por detrás del FC Barcelona, siendo el segundo máximo goleador del sector con 19 goles en 3 partidos.
Finalizada su etapa juvenil, fichó por el Guadalajara B, de la mano de Jorge Moliner, segundo de Mariano Ortega en BM Aragón y muy en contacto con la cantera. Cuando Mariano Ortega se convirtió en entrenador del BM Guadalajara, se llevó a Juan Marmesat y David Martínez al segundo equipo, que el año anterior había subido a Primera Nacional. Allí estuvo dos temporadas doblando entrenamientos con el segundo equipo y el de Liga Asobal.
Finalmente, en la temporada 2021-22 fichó por el BM PROIN Triana, de la mano de Juan Andreu, que llevaba un tiempo siguiéndolo. En el club trianero permanece hasta la actualidad jugando en el grupo F de la Primera División Nacional.

## Historial de Temporadas
| Temporada | Liga                                     | Equipo           | Fase         | Goles | Partidos | Media |
| --------- | ---------------------------------------- | ---------------- | ------------ | ----- | -------- | ----- |
| 2019/2020 | Primera División Nacional Grupo B        | CB Guadalajara B | -            | 138   | 23       | 6     |
| 2020/2021 | Campeonato Territorial Sénior-2.º Gr. II | CB Guadalajara B | 1.ª Fase     | 33    | 5        | 6,6   |
| 2020/2021 | Campeonato Territorial Sénior-2.º Gr. II | CB Guadalajara B | Fase 1.ª-6.º | 29    | 5        | 5,8   |
| 2021/2022 | Primera División Nacional Grupo F        | CB PROIN Triana  | -            | 111   | 30       | 3,7   |
| 2022/2023 | Primera División Nacional Grupo F        | CB PROIN Triana  | -            | 84    | 28       | 3     |
| 2023/2024 | Primera División Nacional Grupo F        | CB PROIN Triana  | -            | 22    | 14       | 1,57  |

- Actualizado a 16/12/2023 - Jornada 15

Fuente:
- RFEBM

- FBMCLM